# Monumento naturale Garzaia di Sant'Alessandro
Il monumento naturale Garzaia di Sant'Alessandro si trova nella Lomellina occidentale, in una zona umida costituita dal paleoalveo del Torrente Agogna, nel territorio comunale di Zeme è nato con lo scopo di tutelare e preservare gli ambienti idonei alla nidificazione degli aironi.

## Fauna
È presente una importante colonia di nidificazione di nitticore, garzette, sgarze ciuffetto ed aironi rossi.